# 結合次数ポテンシャル

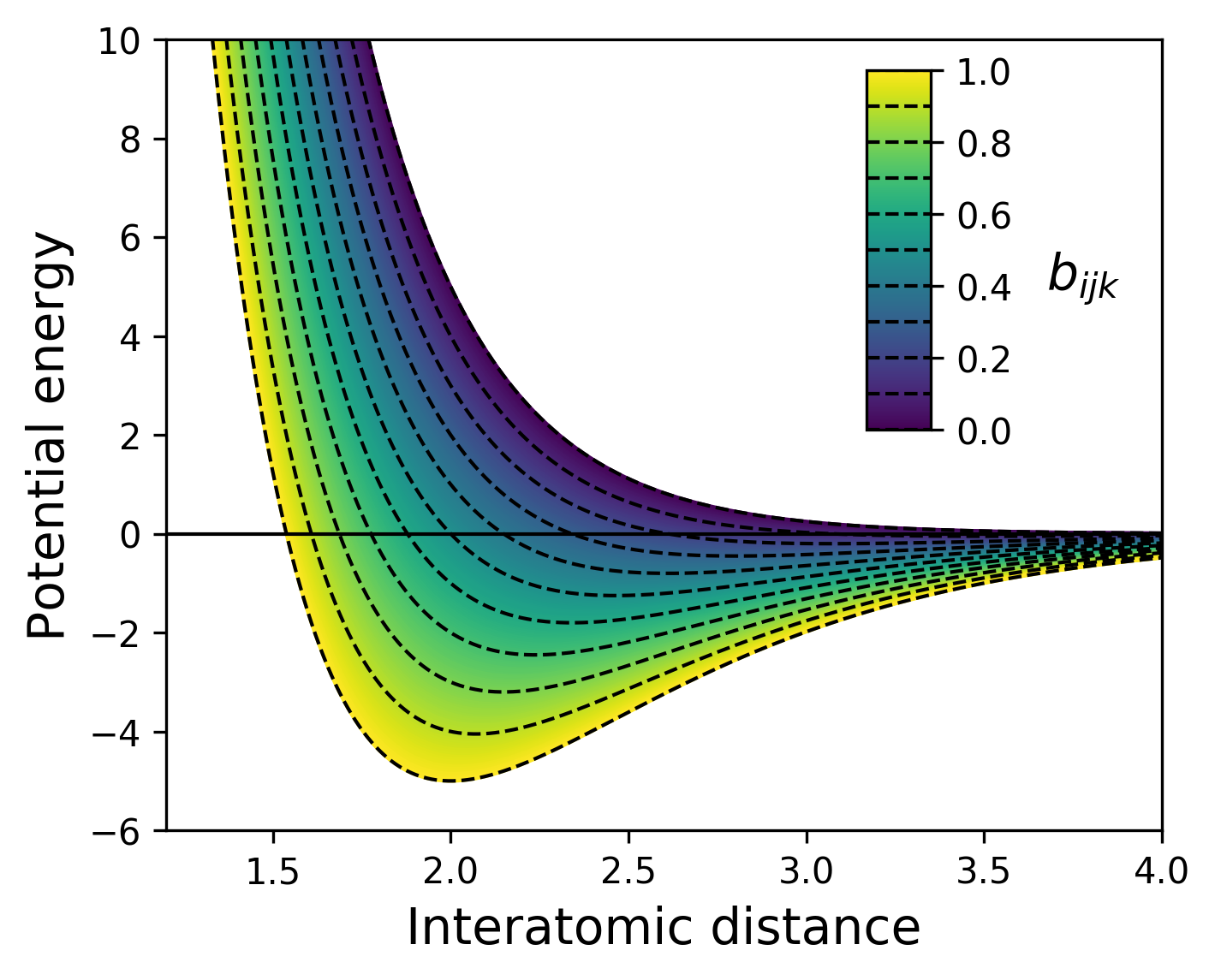
結合毎のポテンシャルエネルギー。Tersoff型ポテンシャルにおいて結合次数の値がどのようにポテンシャルエネルギー極小をシフトさせるかを示している。

結合次数ポテンシャル（英: Bond order potential）は、分子動力学および分子静力学シミュレーションで使用される経験的な（解析的）原子間ポテンシャルの分類の一つ。例としてはTersoffポテンシャル、EDIPポテンシャル、Brennerポテンシャル、Finnis-Sinclairポテンシャル、ReaxFF、2次モーメント強束縛ポテンシャルがある。従来の分子力学法における力場より優れている点として、原子の異なる結合状態を同じパラメーターで表せることにより化学反応をある程度正確に記述できる場合がある。例に挙げたポテンシャルはそれぞれ独立に発展した部分もあるが、化学結合の強さが結合の環境（結合数、そしておそらく結合角や結合長など）に依存するというアイディアは共通である。結合次数ポテンシャルはライナス・ポーリングのいう結合次数の概念にもとづいており、以下のように書ける。 
{\displaystyle V_{ij}(r_{ij})=V_{repulsive}(r_{ij})+b_{ijk}V_{attractive}(r_{ij})}
この式は問題のポテンシャルが二原子間距離 rij に依存する単純な二体ポテンシャルとして書けることを表している。ただし、結合の強さは項 bijk を通じて原子 i の周りの環境から影響を受けている。別の表式として以下の形もある。
{\displaystyle V_{ij}(r_{ij})=V_{pair}(r_{ij})-D{\sqrt {\rho _{i}}}}
ここで ρi は原子 i の位置における電子密度である。これら二つの表式は等価であることが示される。
2次モーメント強結合近似から結合次数の概念が得られることと、そこから上記の二つの関数形が導かれることは文献に詳しい。 
結合次数ポテンシャルはオリジナルの形からさらに発展して、σ結合とπ結合についての結合次数を別々に扱うようになっている。 
σ結合に関する結合次数の解析形を拡張して厳密な強束縛結合次数の4次モーメントを含めると、隣接原子間のσ結合に加えてπ結合の積分からの寄与も明らかになる。Si (100) 再構成表面において対称 (2x1) ダイマー構造よりも非対称ダイマー構造の方が安定なのは、σ結合次数に対するπ結合の寄与が原因である。 
ReaxFFポテンシャルもまた結合次数ポテンシャルの一種と考えられるが、結合次数項の理論基盤は上述のものとは異なる。 